# Сулавесская щурка
Сулаве́сская щу́рка или бородатая щурка (лат. Meropogon forsteni) — вид птиц из семейства щурковые, выделяемый в монотипический род Сулаве́сских щу́рок (лат. Meropogon). Эндемик Сулавеси.

## Этимология и систематика
Род и вид были впервые описаны Шарлем Люсьеном Бонапартом в его труде «Conspectus Generum Avium». Латинское название было дано в память о нидерландском натуралисте Форстене. Русское название образовано от названия острова Сулавеси, на котором обитает птица. Сулавесскую щурку также называют и бородатой щуркой из-за более длинных перьев на горле, которые образуют подобие бороды.

## Описание

### Внешний вид
Длина тела птицы 25-26 см. Голова и горло окрашены в насыщенный тёмно-синий цвет. Клюв чёрный. Затылок коричневого цвета. Спина, крылья, верхняя часть хвоста — зелёные. Брюшко — чёрное. Нижняя часть хвоста — коричневая.

### Голос
Довольно неприметный звук «сип», повторяющийся на одной ноте.

## Распространение
Сулавесские щурки обитают в лесах в северной, южной и юго-восточной частях острова Сулавеси.

## Питание
Сулавесские щурки являются насекомоядными птицами. В их рацион входят медоносные и другие виды пчёл, а также различные другие насекомые. Птицы ловят их на лету или же высматривают их сидя на ветках деревьев.